# (2211) Hanuman
(2211) Hanuman es un asteroide perteneciente al cinturón de asteroides, descubierto el 26 de noviembre de 1951 por Leland E. Cunningham desde el Observatorio del Monte Wilson, Los Ángeles, Estados Unidos.

## Designación y nombre
Designado provisionalmente como 1951 WO2. Fue nombrado Hanuman en homenaje al dios mono de la mitología hindú Hánuman.